# 塔巴萨兰人

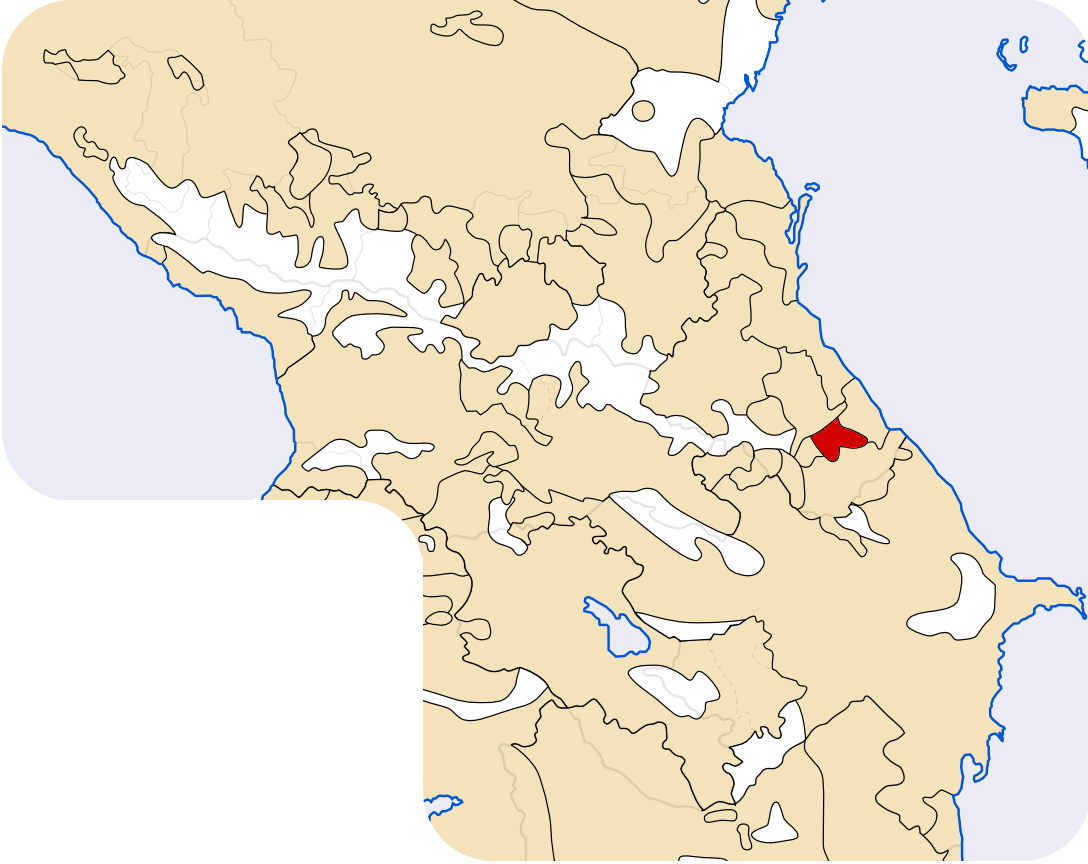
紅色標識為塔巴薩蘭人區域

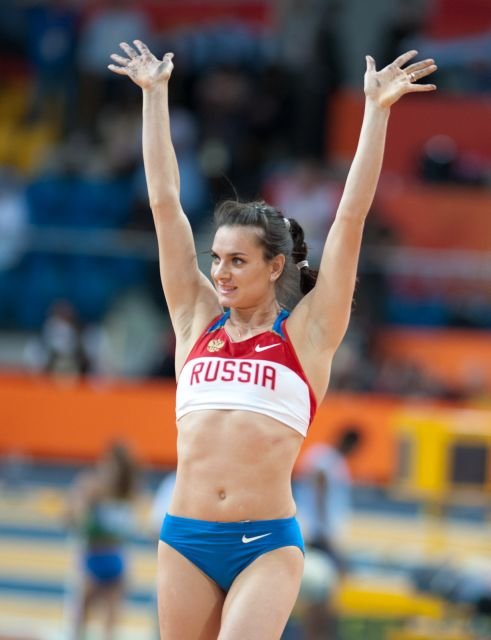
叶莲娜·伊辛巴耶娃著名的撑杆跳高選手，有一半塔巴薩蘭人血統

塔巴萨兰人（俄语：Табасараны）是俄羅斯聯邦達吉斯坦共和國境內的一個民族，2002年人口約13.2萬。其語言塔巴萨兰語屬于东北高加索語系。主要信仰遜尼派伊斯蘭教。

## 另見
- 塔巴薩蘭語